# Hirtella lemsii
Hirtella lemsii là một loài thực vật có hoa trong họ Cám. Loài này được L.O.Williams & Prance mô tả khoa học đầu tiên năm 1972.